# نفق

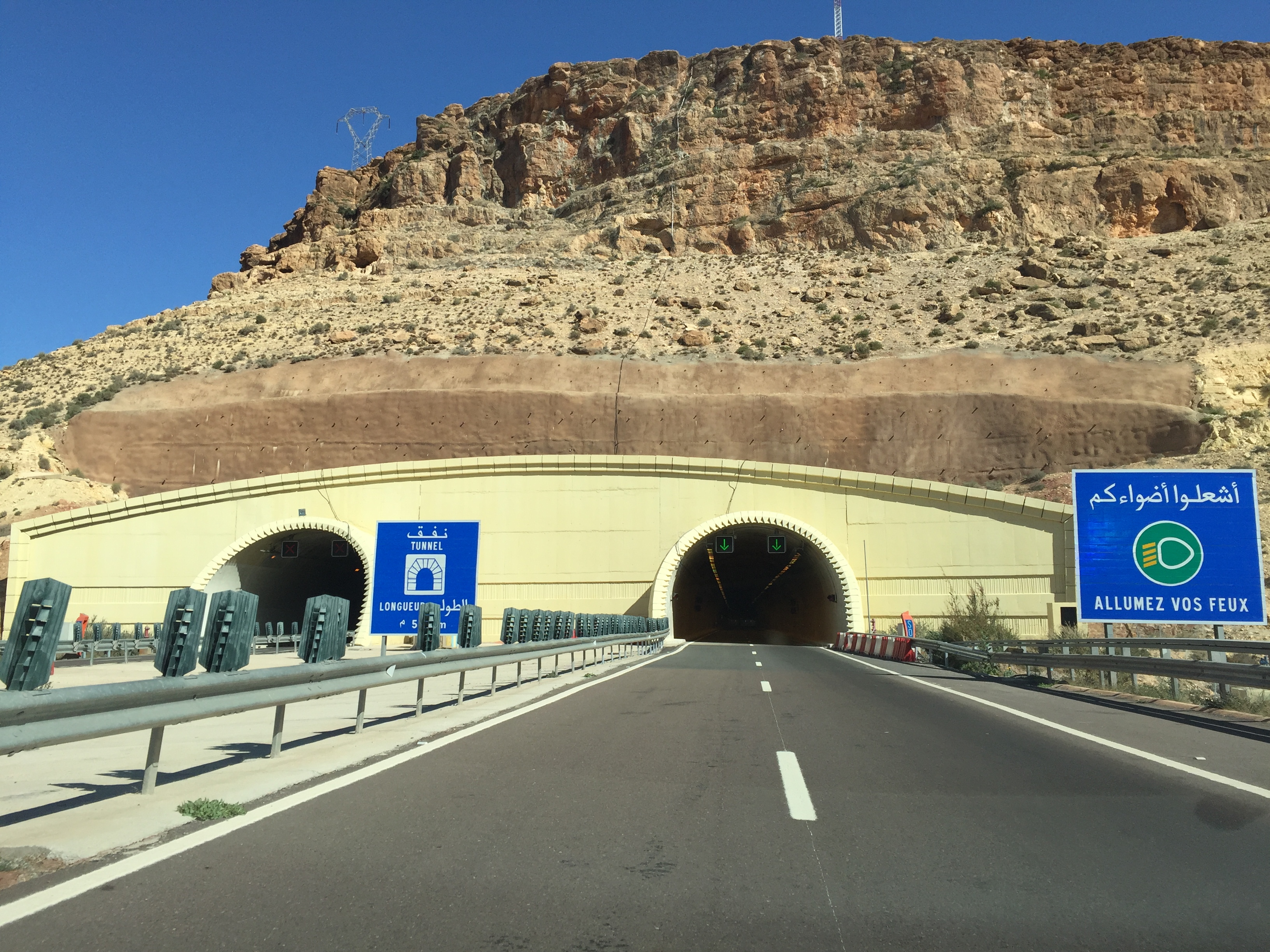
نفق

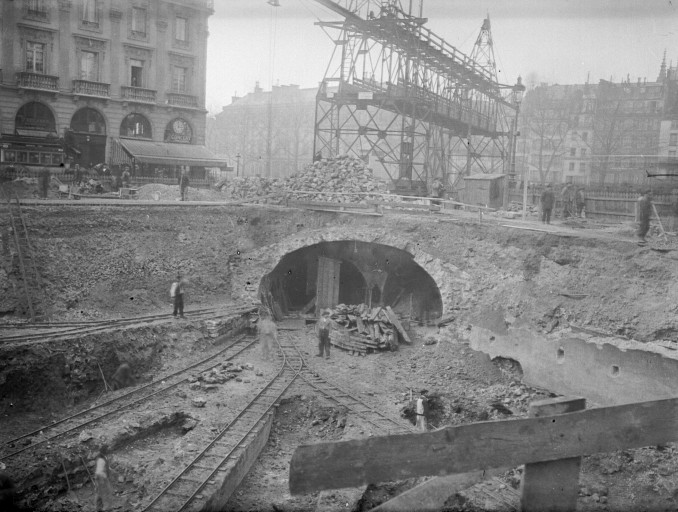
نفق ميترو باريس

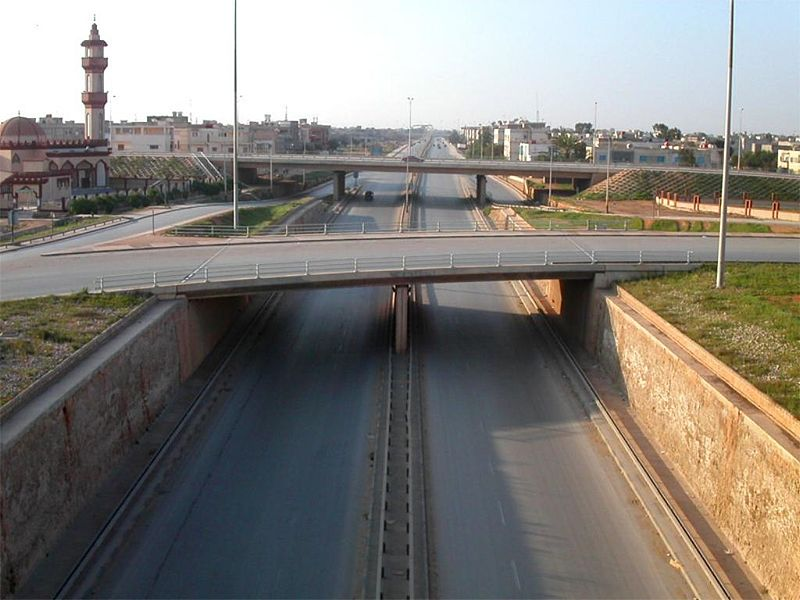
كلمة نفق تشير إلى معنايين متشابهين، أولهم النفق المحفور، وثانيهم النفق الواقع أسفل جسر علوي كالظاهر في الصورة

النفق هو ممر تحت سطح الأرض طوله أكبر من ضعف عرضه مغلق من كل الجهات عدا فتحة في كل من طرفيه.
تحفر الأنفاق بعدة طرق أهمها:
- الحفر والتغطية.[1][2]
- آلة حفر الأنفاق

كثير ما يضم ممرات جانبية للصيانة والإنقاذ. هدف النفق هو الربط بين منطقتين، ولا تنحصر وظيفته فقط على النقل بل تتعداها إلى أنفاق التعدين التي تستخدم في استخراج معادن الخام. وأنفاق الأعمال العامة وهي أنفاق تنقل المياه أو لخطوط الغاز أو البترول أو مياه المجاري، ويمكن استخدامه كمسبح شتوي مغلق كما هو الحال في لبنان. وعلى المهندس المدني أن يراعي أمرين هامين هما: أمان النفق وديمومته وكذا تكلفة المشروع. نظرا لتباعد التجمعات السكانية ووجود عقبات طبيعية كالجبال والبحار وغيرها من التضاريس التي تعيق الاتصال والمواصلات، لكن إرادة الإنسان لا تقف عند هذه الحواجز فنلجأ إلى صنع الأنفاق لتقليص المسافات واجتياز السلاسل الجبلية والأنهار... وغيرها. نفذت الأنفاق في العصور الوسطى تحت القلاع والحصون من أجل استخدامها كممرات سرية وأحياناً للعبور تحت جدران هذه القلاع لمهاجمتها والدخول إليها. كما نفذت ومازالت تنفذ الأنفاق على أعماق كبيرة بوصفها ممرات تحت الأرض للوصول إلى مكامن فلزات المعادن الثمينة. واستخدمت الأنفاق أيضاً في نقل المياه العذبة أو تصريف المياه العادمة كتلك التي نفذت في المدن القديمة كالقدس وروما وأثينا. إضافة إلى استخداماتها القديمة شهد تنفيذ الأنفاق توسعاً كبيراً بعد القرن الثامن عشر لحل مشكلات النقل بأنواعه حيث ساعدت على تجاوز العقبات والعوائق التي تظهر على سطح الأرض، ووفرت انتقالاً مباشراً للناس والبضائع من دون الحاجة إلى الالتفاف حول هذه العوائق. ولهذا فإنها مازالت تنفذ تحت الجبال والأنهار والبحار والمناطق السكنية والصناعية المكتظة بهدف نقل الأشخاص والبضائع بالسيارات والقطارات ومن أجل مرور المياه أو أنابيب الغاز أو شبكات الكهرباء.

## شروط إنشاء نفق
اختيار المسار:
جل الانفاق خاصة طويلة المسار منها تكون منحنية أو متعرجة أي غير مستقيمة وذلك لتفادي المناطق التي تحتوي على صخور صلبة فنختار مناطق التي بها صخور لينة لسهولة الحفر فيها لاختصار الوقت والتكلفة، كما نتجنب الاحواض المائية لأنها معرضة لانهيارات أثناء التنفيذ. لكن إذا تعذر ابعاد هذه المشاكل عن مسار النفق نلجأ إلى بنائهِ تحت أعماق كبيرة وبصفة عامة يشترط على المهندس المدني تأمين الشروط التالية:
- لا يتعدى أرتفاع النفق طوله.
- نراعي المنشآت الموجودة فوق النفق وخاصة شبكات نقل المياه.
- ان يكون الحفر في تربة طينية.
- ان لا يمر على مناطق ذات طبيعة زلزالية.
- إضافة 2% من ميل النفق باتجاه النهايتين وذلك للسماح بخروج المياه.

دون أن ننسى الهدف الذي يبنى من أجله النفق.

## المقطع العرضي للنفق
يتم تحديده تبعا ل:
- تاثير الصخور وطبيعة الأرض فكلما كان الصخرلينا وغير ثابت ازدادت مخاوف تهدم الأرض النفق لذا يكون المقطع اهليجي هو الحل المناسب في هذه الحالة، اما في الأرض الغضارية فياخذ المقطع شكل دائري.
- طريقة الحفر التي لها اثر في اختيار الشكل العرضي لنفق فمثلا طرق الكلاسكية اليدوية تحقق مقاطع شكل حذوة حصان، اما طريقة الحفر بواسطة الستارة تناسب مقاطع دائرية فقط.

امثلة عن بعض المقاطع :
1. يكون المقطع بمثابة حدوة حصان في انفاق سكة الحديدية.
2. يكون المقطع بمثابة سلة في انفاق المترو.
3. يكون المقطع بمثابة مستطيل أو نصف دائري في انفاق المشاة.
4. يكون المقطع باشكال متنوعة "مستطيل أو حدوة حصان بالنسبة الانفاق الطرق.

## بطانة الانفاق
تحفر الانفاق تحت الأرض وخوفا من سقوط السقف، الذي هو مجموعة من الأتربة التي تدعمها بطانة تصنع بمواد مختلفة منها: الخشب، بلاستيك، معادن، خرسانة مسلحة، ونحدد نوعية البطانة باعتبار المقطع العرضي لنفق فاذا كان مقطع منتظم وسهل مثل المستطيل نستعمل بطانة جاهزة مسبقة الصنع، أما المقاطع غير المتجانسة فنستعمل بطانة مباشرة، ويجب أن تتوفر البطانة على شروط أهمها: سهولة التنفيد، التماسك مع التربة، ولا تتفاعل مع الوسط الخارجي.

## أنواع مواد التبطين
1. التبطين بالخشب: هي مادة رخيصة نظرا لوجودها في طبيعة مثل اشجار الصنوبر توضع على شكل الواح من ايجابياتها: قلة وزنها، سهولة استعمالها.

اما عيوبها: قصر عمرها بسبب تعفنها، ضعف تحملها، سهولة تخريبها.
1. التبطين بالمعادن: هي أفضل من سابقتها لانها تتميز بمقاومة عالية مثل الزهر، والفولاذ.اما عيوبها: ترجع إلى تكلفتها الباهضة، وتعرضها إلى الصدأ بسبب سهولة تفاعلها مع المياه والغازات الموجودة في باطن الأرض.
2. التبطين بالخرسانة والخرسانة المسلحة: تعتبر الخرسانة احسن أنواع التبطين وذلك لانها تتميز بتحمل كبير لضغط الذي تولده الأرض على النفق، كما أن تفاعلها مع الوسط المحيط به وما يحتويه من ماءوغازات، هي شائعة الاستعمال في الوقت الحالي لتكلفتها الرخيصة وتدعيمها، نضيف للخرسانة الفولاذ وتسمى بخرسانة مسلحة، نستعمل هذا النوع في انفاق التي تبنى في الأرض جافة، ولا يناسب الأراضي التي تحتوي على كمية كبيرة من الماء وذلك بسبب تصدؤ الفولاذو بالتالي نقص في مقاومة الضغط، وكذلك تسرب المياه من البطانة إلى النفق فتكثر الرطوبة داخل النفق.ندعم البطانة بملا الشقوق بين المقاطع بالرصاص، اما الفراغ الموجود بين البطانة والتربة يملأ بالكلس.

## الخاتمة
ان تطور التكنولوجيا اثر على كل مجالات الحياة بما في ذلك طريقة بناء الانفاق، فتطورت وسائل حفر الانفاق، وعليه تحولت مشكلة من كيفية بناء النفق إلى تكلفة المشروع، فعلى المهندس المدني بناء نفق يؤدي الهدف الذي بني لاجله في اقل وقت واقل تكلفة.